# 成宗 (高麗王)
成宗（せいそう、961年1月15日（旧暦960年12月26日） - 997年11月29日（旧暦10月27日））は第6代高麗王（在位：981年 - 997年）。姓は王、諱は治、諡号は康威章憲光孝献明襄定文懿大王。父は王旭（追尊して戴宗）、母は太祖の娘の柳氏（追尊して宣義王后）。従兄の景宗の後を継いで即位した。同母妹に献哀王后皇甫氏および献貞王后皇甫氏（ともに景宗の妃）がいる。
両親は幼少期の時に他界したため、成宗は妹の献哀王后達と共に、父方の祖母に当たる神静王太后の手で養育された。
行政改革を推進し、高麗建国時から濃かった仏教色を排除し儒教の普及のため各地に学堂を建てた。993年契丹の高麗侵攻を受けた際には、外交交渉で軍勢を退け、高麗は鴨緑江東部の江東6州を得た。995年契丹の侵攻を受けると、宋との関係を断絶し契丹と外交関係を結んだ。男子がいなかったため、王位は甥である先代景宗の長男の穆宗に受け継がれた。

## 家族
- 文徳王后（光宗と大穆王后の娘)（前夫 弘徳院君王圭（太祖の孫）との間に宣正王后劉氏（穆宗の正妃）がいる）
- 文和王后（金元崇の娘）
  - 元貞王后（顕宗の妃）
- 楽浪郡大夫人崔氏（延昌宮夫人）
  - 元和王后（顕宗の妃）

## 登場作品
- 千秋太后 - 同母妹の献哀王后の生涯を題材としたドラマ（2009年、韓国KBS2）。演：キム・ミョンス（青年時代はチェ・ウヒョク）。